# جلكى وتدية
الجلكى الوتدية (الاسم العلمي: Entosphenus) هي جنس من الحيوانات المائية يتبع فصيلة الجلكية من رتبة الجلكيات.